# Редкое
Редкое — деревня в Называевском районе Омской области. В составе Большесафонинского сельского поселения.

## История
В 1928 г. состояла из 111 хозяйств, основное население — русские. Центр Редковского сельсовета Называевского района Омского округа Сибирского края.

## Население
| 1926 | 2002 | 2010 |
| ---- | ---- | ---- |
| 336  | ↘293 | ↘210 |